# Louis Guillaumou
Louis Guillaumou (alias Napoléon Louis Guillaumou) est un homme politique français né le 17 avril 1834 à Carcassonne (Aude) et mort à Chalon-sur-Saône le 26 avril 1905,. Il est avant sa carrière politique, comme son père et ses trois frères, compagnon cordonnier du devoir.

## Biographie
Il participe à la guerre d'Italie de 1859 en tant que musicien dans les lanciers de la Garde Impériale.
Il épouse Anne Marie Beaudot.
Menuisier à Chalon-sur-Saône puis à Lyon, il est :
- conseiller municipal de Lyon à partir du 11 mai 1884
- député du Rhône sous la bannière de l'Union Républicaine lors de la IVe législature (18 octobre 1885 au 11 novembre 1889) puis de celle de la Gauche radicale lors de la Ve législature (6 octobre 1889 au 14 octobre 1893)[3] ;
- questeur de la Chambre de 1888 à 1893.

A son décès le 26 avril 1905 il est domicilié rue Nicéphore Nièpce à Chalon-sur-Saône.

## Source
- « Louis Guillaumou », dans Adolphe Robert et Gaston Cougny, Dictionnaire des parlementaires français, Edgar Bourloton, 1889-1891 [détail de l’édition]
- « Louis Guillaumou », dans le Dictionnaire des parlementaires français (1889-1940), sous la direction de Jean Jolly, PUF, 1960 [détail de l’édition]